# Emmerting
Emmerting este o comună din districtul Altötting, landul Bavaria, Germania.